# Arantxa Aguirre Carballeira
Arantxa Aguirre Carballeira  (Madrid, 1965) es una directora y guionista de documentales y escritora española.

## Trayectoria
Hija de la actriz Enriqueta Carballeira y del director de cine Javier Aguirre, ha desarrollado una larga carrera profesional vinculada al mundo del cine, como ayudante de dirección de los cineastas Mario Camus, Pedro Almodóvar, Carlos Saura o Luis García Berlanga, entre otros.
También es doctora en Filología Hispánica y ha publicado dos libros: Buñuel, lector de Galdós, (Premio de Investigación Pérez Galdós 2003) y 34 actores hablan de su oficio (Ed. Cátedra, 2008), este último secuela de su documental Hécuba, un sueño de pasión. 
Aguirre ha participado en numerosos festivales internacionales, siendo premiada, entre otros, en el WOW Film Festival, en el Cinedans Amsterdam y en el Encounters South African International Documentary Festival. Con su primera película Hécuba, un sueño de pasión, ya fue nominada a los Premios GoyaCon su largometraje documental, Dancing Beethoven, estrenado en 2017 fue nominada al Premio Goya a Mejor Documental, así como a los Premios Forqué y Platino en la misma categoría. Con este documental ya consiguió la Espiga de Plata en la sección Tiempo de Historia de la SEMINCI 2016.
Fruto de su trayectoria como filóloga y estudiosa de Benito Pérez Galdós, Aguirre ha manifestado su intención de realizar una gran película documental sobre el escritor para 2020, coincidiendo con el centenario del fallecimiento del autor. No obstante, en ese año 2020 vio la luz su largometraje “Zurbarán y sus doce hijos”, estrenado en la sección “Tiempo de Historia” de la Seminci de Valladolid.
Participó en La conquista de la democracia, serie documental producida por RTVE y Tevescop, basada en una idea original de Nicolás Sartorius y Fernando Galindo. Arantxa dirigió el primero de los seis capítulos, Se hace camino al andar, con estreno previsto en marzo de 2025 en La 2 y RVEPLay. .
En diciembre de 2021 se convirtió en la sexta mujer en ingresar en la Real Academia de Bellas Artes de San Fernando, Madrid. 

## Filmografía
- 2025. Se hace camino al andar. Capítulo de la serie La conquista de la democracia. Dirección. Producido por RTVE y Telvescop. [8]
- 2024 Ciento volando. Guion y dirección. Producido por A Contracorriente Films, Bixagu Entertainment y Fundación Chillida.
- 2020 Zurbarán y sus doce hijos. Dirección. Largometraje producido por el CEEH.
- 2018 El amor y la muerte. Historia de Enrique Granados. Guion y dirección. Largometraje producido por López-Li Films.
- 2017 La zarza de Moisés. Guion y dirección. Mediometraje producido por ELS JOGLARS.[10]
- 2016 Dancing Beethoven. Guion y dirección. Largometraje producido por Fondation Béjart Ballet Lausanne y López-Li Films.
- 2015 Una rosa para Soler. Guion y dirección. Largometraje producido por López-Li Films.
- 2013 La gira por China. Guion y dirección. Largometraje producido por Fondation Béjart Ballet Lausanne.
- 2012 Nuria Espert. Una mujer de teatro. Dirección. Largometraje producido por ACCIÓN CULTURAL ESPAÑOLA.[11]
- 2012 Juan y Teresa. Guion y dirección. Cortometraje producido por López-Li Films.
- 2011 An american swan in Paris. Guion y dirección. Cortometraje producido por López-Li Films.[12]
- 2010 Béjart Ballet au Palais Garnier. Guion y dirección. Largometraje producido por Fondation Béjart Ballet Lausanne.
- 2009 El esfuerzo y el ánimo. Guion y dirección. Largometraje producido por López-Li Films.
- 2008 Un ballet para el siglo XXI. Guion y dirección. Cortometraje producido por Empresa Municipal Promoción Madrid, S.A.
- 2006 Hécuba. Un sueño de pasión Guion y codirección junto a José Luis López-Linares. Largometraje producido por López-Li Films.
- 2003. Un instante en la vida ajena Coguionista junto a Javier Rioyo y Mauricio Villavechia. Largometraje producido por López-Li Films.

## Premios
- 2003 Premio de Investigación Pérez Galdós por su libro Buñuel, lector de Galdós. [2]
- 2010 Mejor Documental Internacional. Encounters-South Africa 2010, por El esfuerzo y el ánimo’. [13]
- 2011 Mejor Documental en Cinedans Amsterdam, por El esfuerzo y el ánimo. [13]
- 2012 Mejor Documental Internacional en el WOW Film Festival Australia, por Una americana en París [13]
- 2012 Premio Freak de Distribución de Documenta Madrid, por Una americana en París. [13]
- 2016.Espiga de Plata en la sección Tiempo de Historia de la SEMINCI 2016, por el documental Dancing Beethoven. [6]
- 2020 Premio Miradas en el Festival de Cine Inédito de Mérida, por Zurbarán y sus doce hijos. [13]
- 2008 Mejor Documental Internacional en el Festival Internacional de Cortometrajes de Santiago de Chile, por Un ballet para el siglo XXI. [13]